# Lisa Larson
Inga Lisa Larson, ogift Alhage, född 9 september 1931 i Härlunda i Kronobergs län, död 11 mars 2024 i Nacka distrikt, Stockholms län, var en svensk keramiker. Larson har blivit känd för sina många figurer föreställande djur och människor, exempelvis serierna Adventsbarn, Larsons ungar och Lilla zoo. Återkommande teman i hennes verk var systerskap, moderskap och familjeliv.

## Biografi
Lisa Larson var dotter till fabrikören Einar Alhage och Johanna, född Nilsson, i Härlunda i Småland. Hon var vidare syster till modeformgivaren Titti Wrange. Hon studerade keramik vid slöjdföreningens skola i Göteborg 1950–1954. 
Mellan 1954 och 1980 var hon verksam vid Gustavsberg, där hon arbetade tillsammans med Stig Lindberg. Mellan åren 1967-1974 var hon även verksam vid Steninge keramik som då ägdes av Bo fajans. 

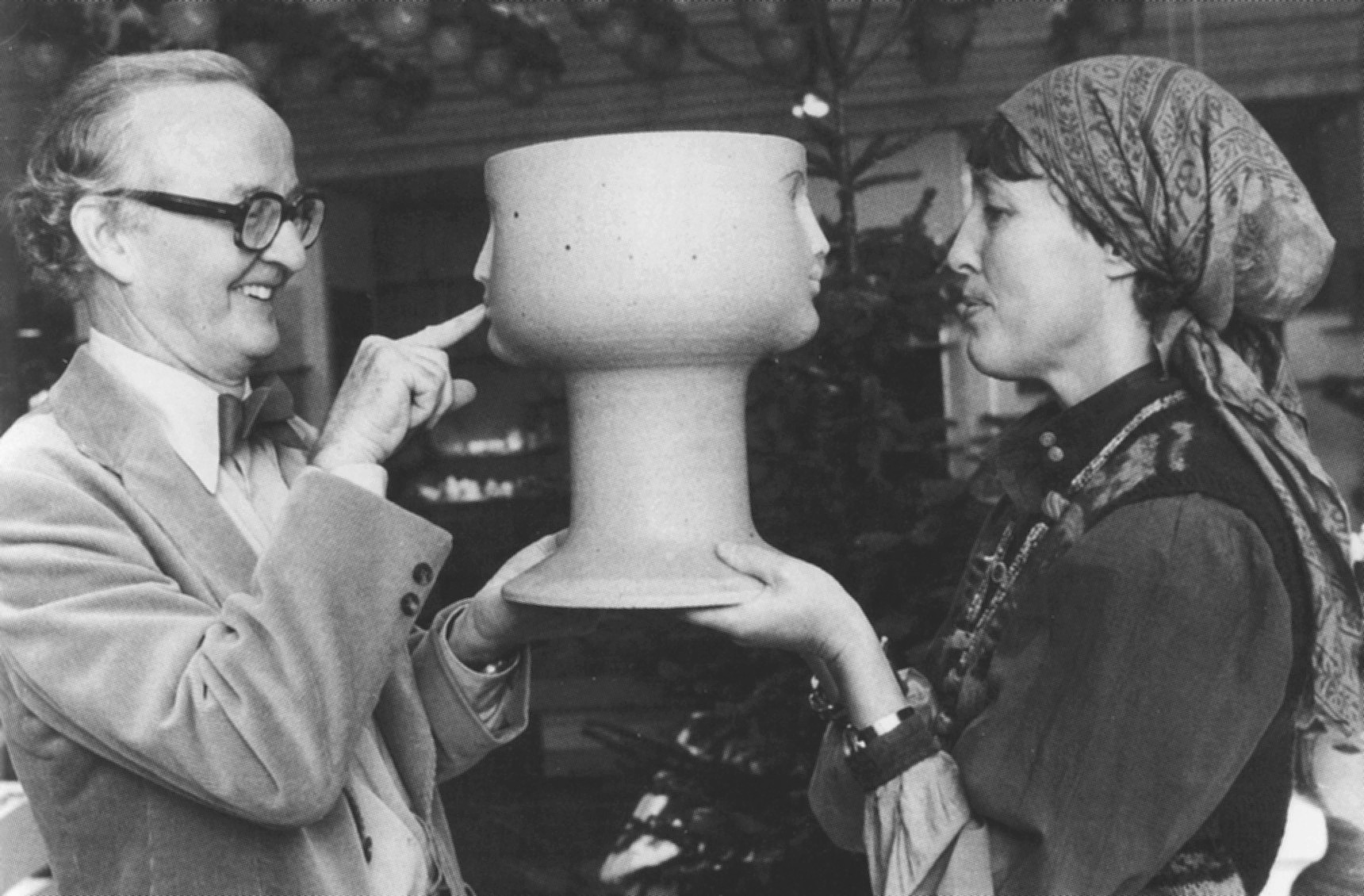
Stig Lindberg och Lisa Larson 1967.

### Verksamhet
Larson gjorde ofta serier med skulpturer, bland annat serierna Lilla zoo 1955, ABC-flickorna 1958 och Larsons ungar 1961. På uppdrag av Unicef skapade hon serien All världens barn 1975–1979 (där en del av intäkterna gick till organisationen) och Skansen 1976. Serien Adventsbarn med Stjärngosse, Tärna, Lucia och Tomte började tillverkas 1979 och produceras fortfarande (2019). Astrid Lindgrens Pippi Långstrump tillverkades i en liten upplaga i slutet av 1960-talet. Anledningen till att "Pippi" kom ut i så liten upplaga är att den var svår att tillverka. 
1978 formgav Lisa Larson ett antal olika bronsstatyer åt Scandia Present AB. Dessa inkluderar Myran, Storseglar'n och Tonåring.  
Efter 1981 arbetade hon som frilans för bland andra Rosenthal, KF, Höganäs, Skrufs glasbruk, Duka och Åhléns. Hon var sedan 1991 konstnärlig ledare på för Keramikstudion i Gustavsberg som hon grundade samma år. Hon har även skapat ett antal skulpturella fåglar för NK, inklusive Fågel Fenix från 1998. Bland offentlig konst märks Saltsjöbadsodjuret på Vår Gård i Saltsjöbaden och  Bysantinsk ängel i Hällefors.
År 2016 visades hennes verk på utställningen Lisa Larson – Sextio år med keramik på Röhsska i Göteborg. 2021 visades hennes verk för första gången i hennes hemort Häradsbäck, Älmhults kommun. Utställningen arrangerades av Valter Kroon.

### Privatliv
Lisa Larson var gift med konstnären Gunnar Larson (1925–2020).

## Representation och betydelse
Larson finns representerad vid bland annat Nationalmuseum i Stockholm.
Lisa Larsons formgivning har samlare över hela världen. Hon är särskilt omtyckt i Japan. 2014 hölls en utställning med hennes verk i Tokyo med över 70 000 besökare på två veckor.

## Galleri

### Verk (urval)

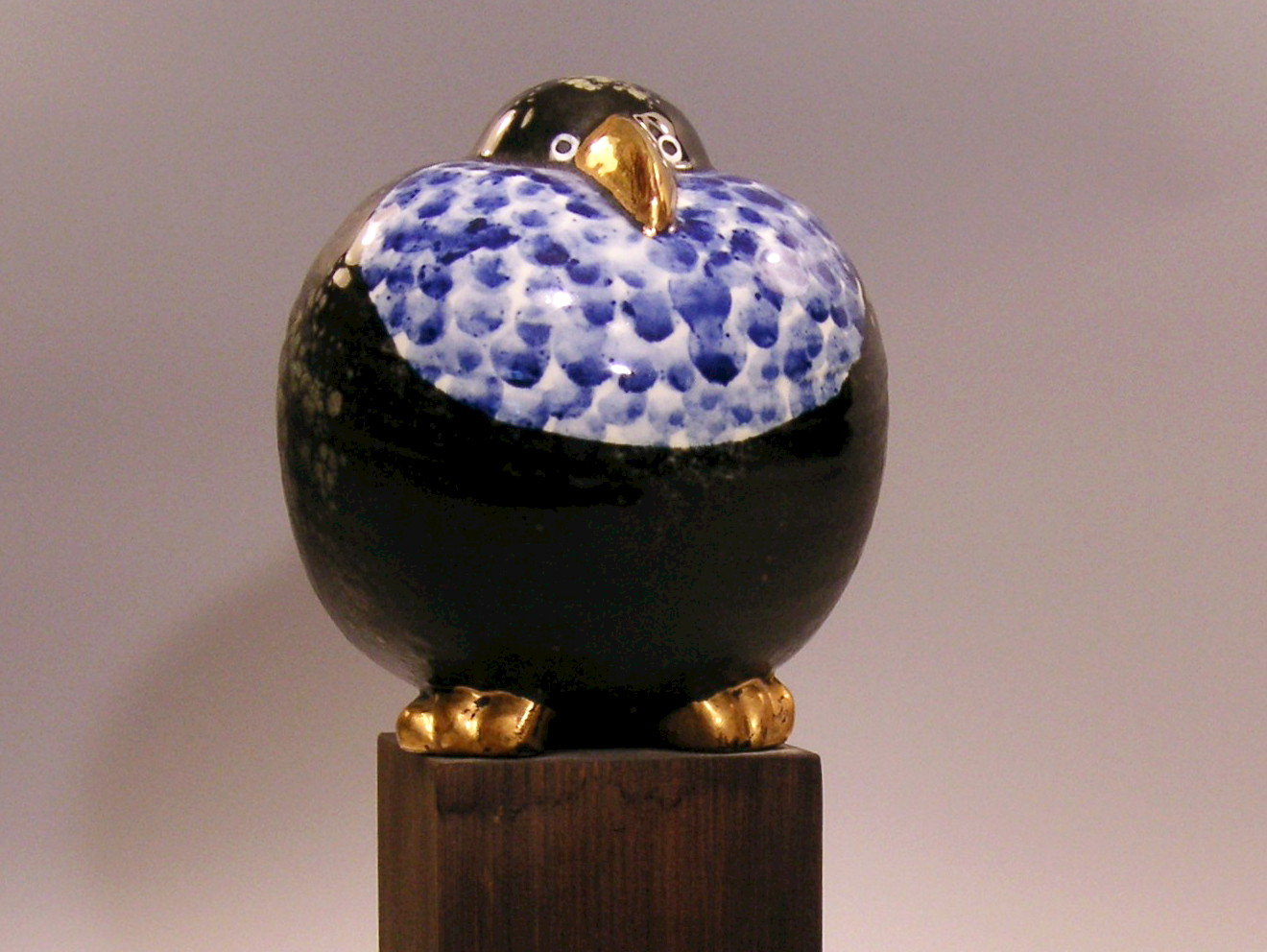
Fågel fenix
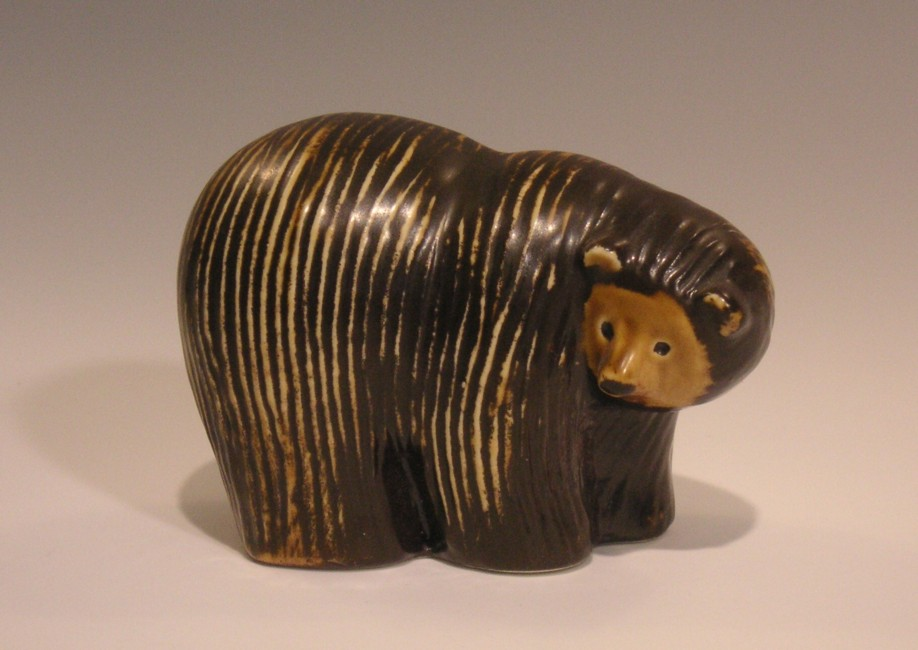
Lilla zoo, björnen
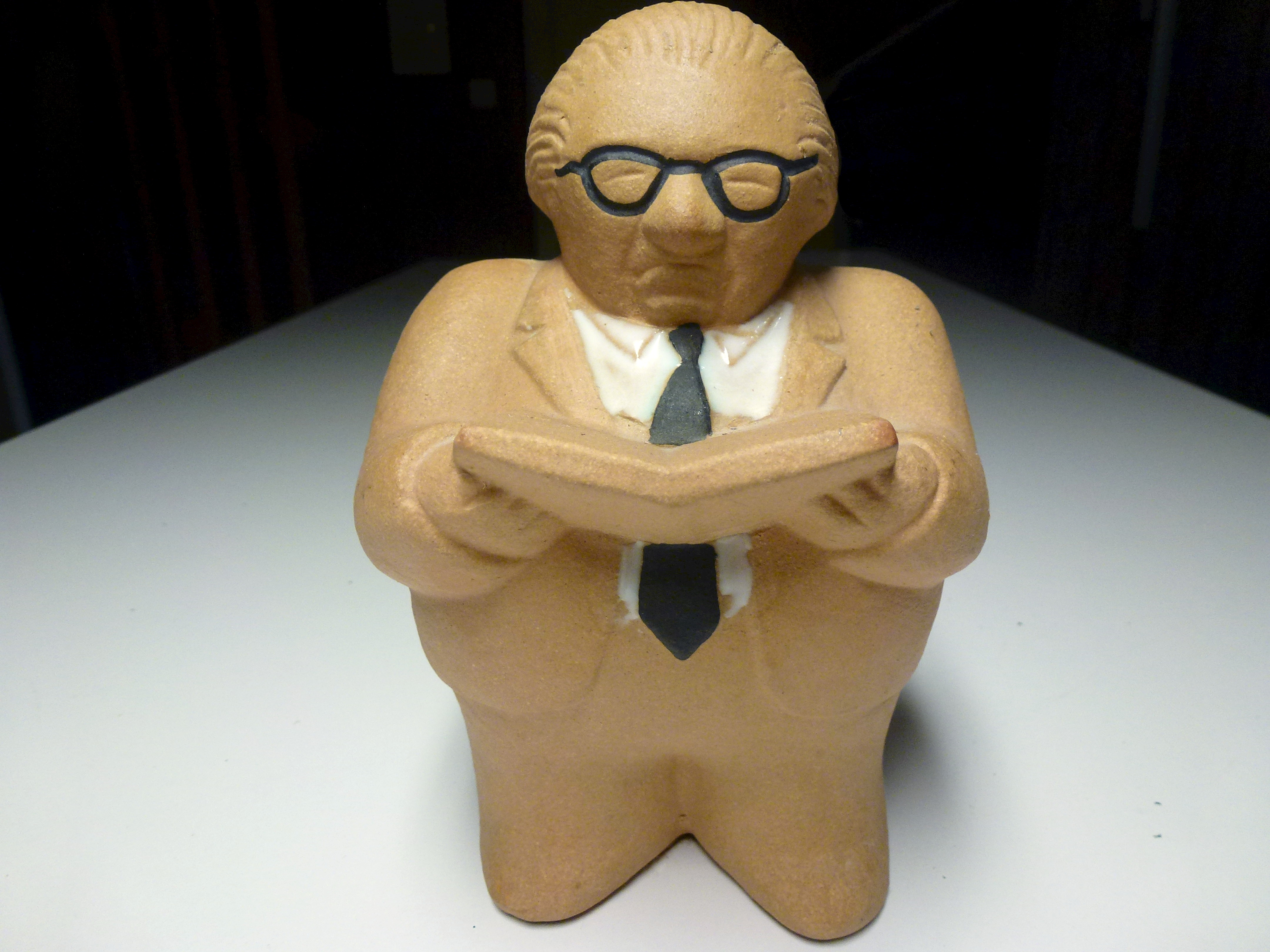
Gunnar Sträng som Larson gjorde 1972 och som är ett av de verk hon är mest känd för
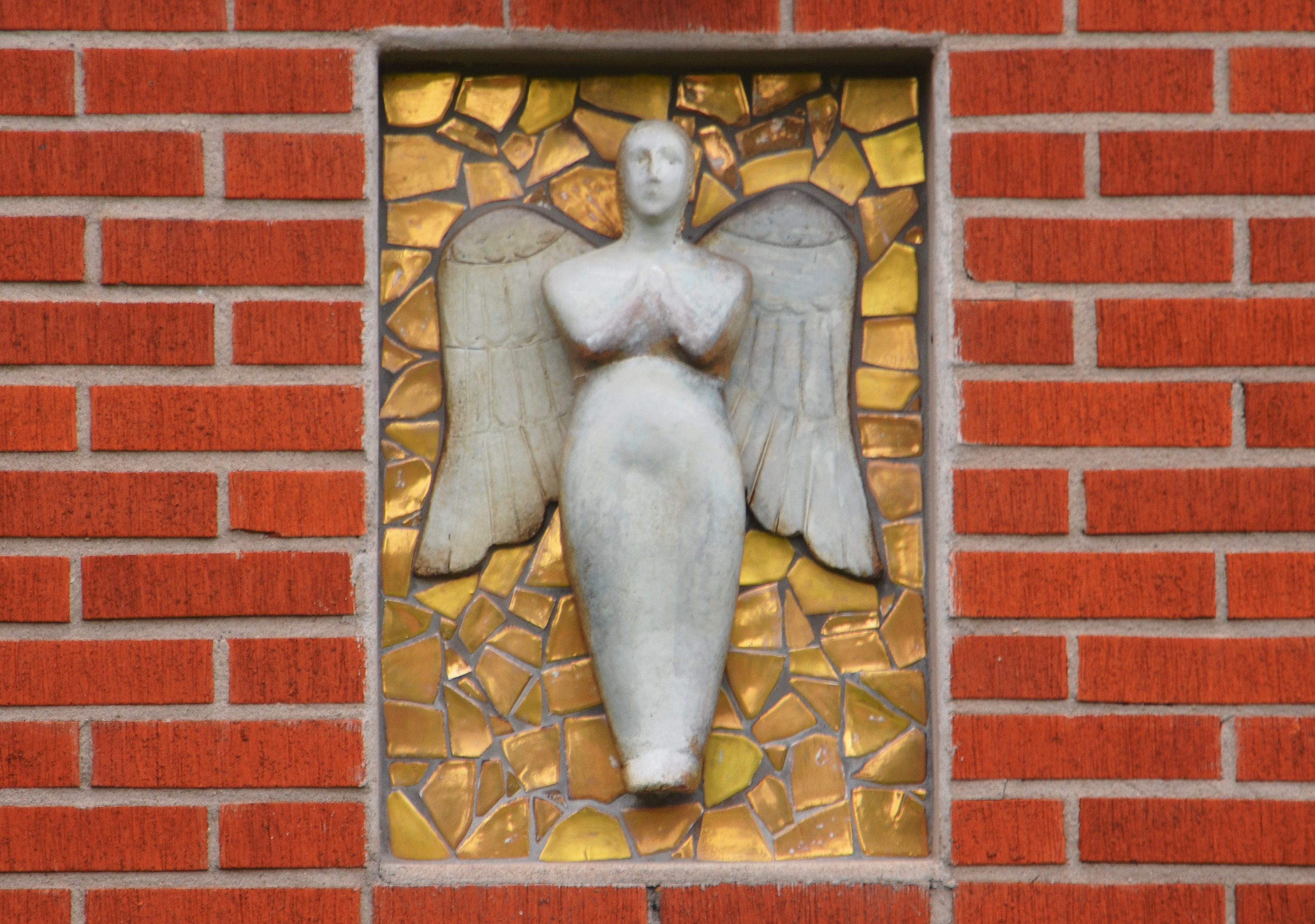
Bysantinsk ängel
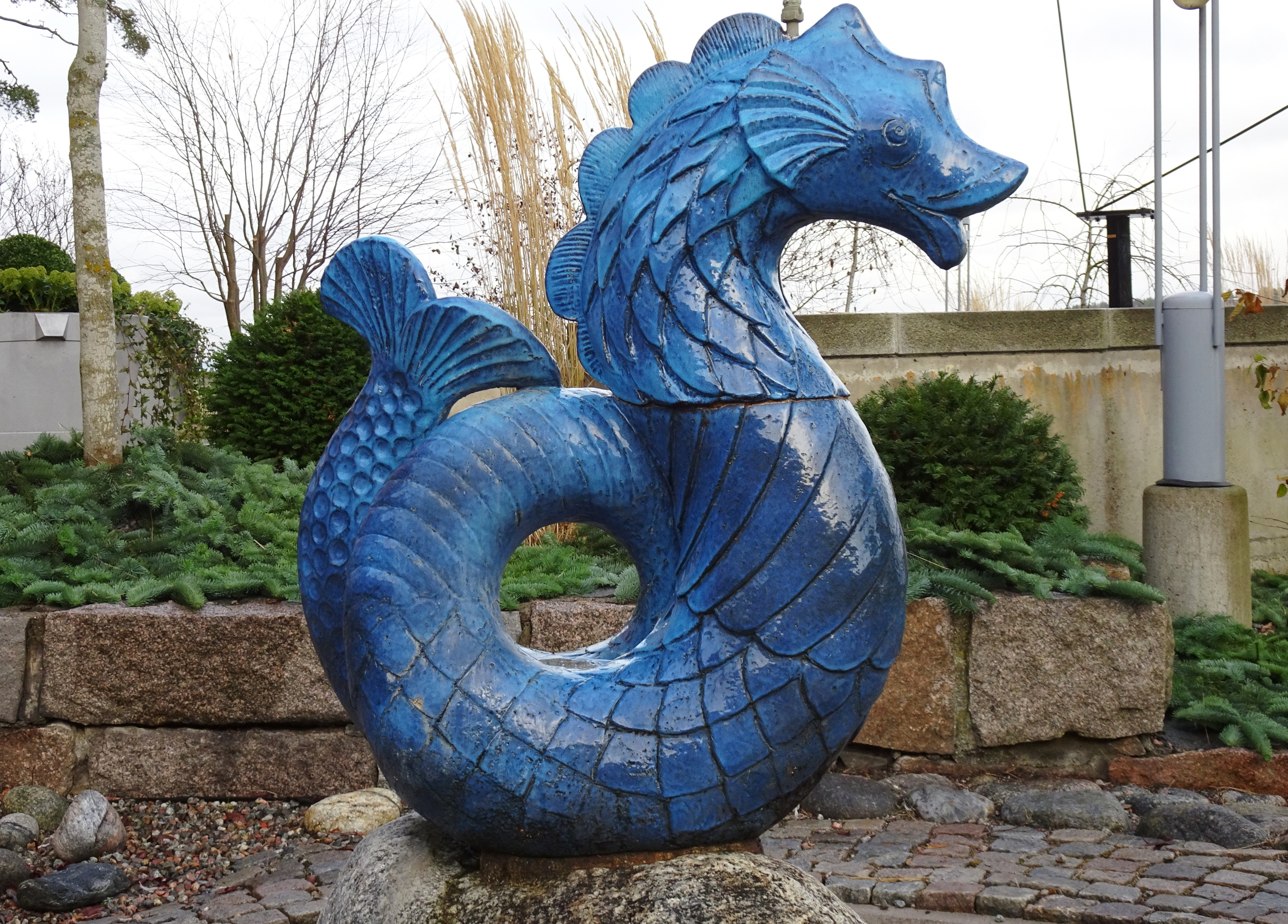
Saltsjöbadsodjuret

### Produktion avAdventsbarn

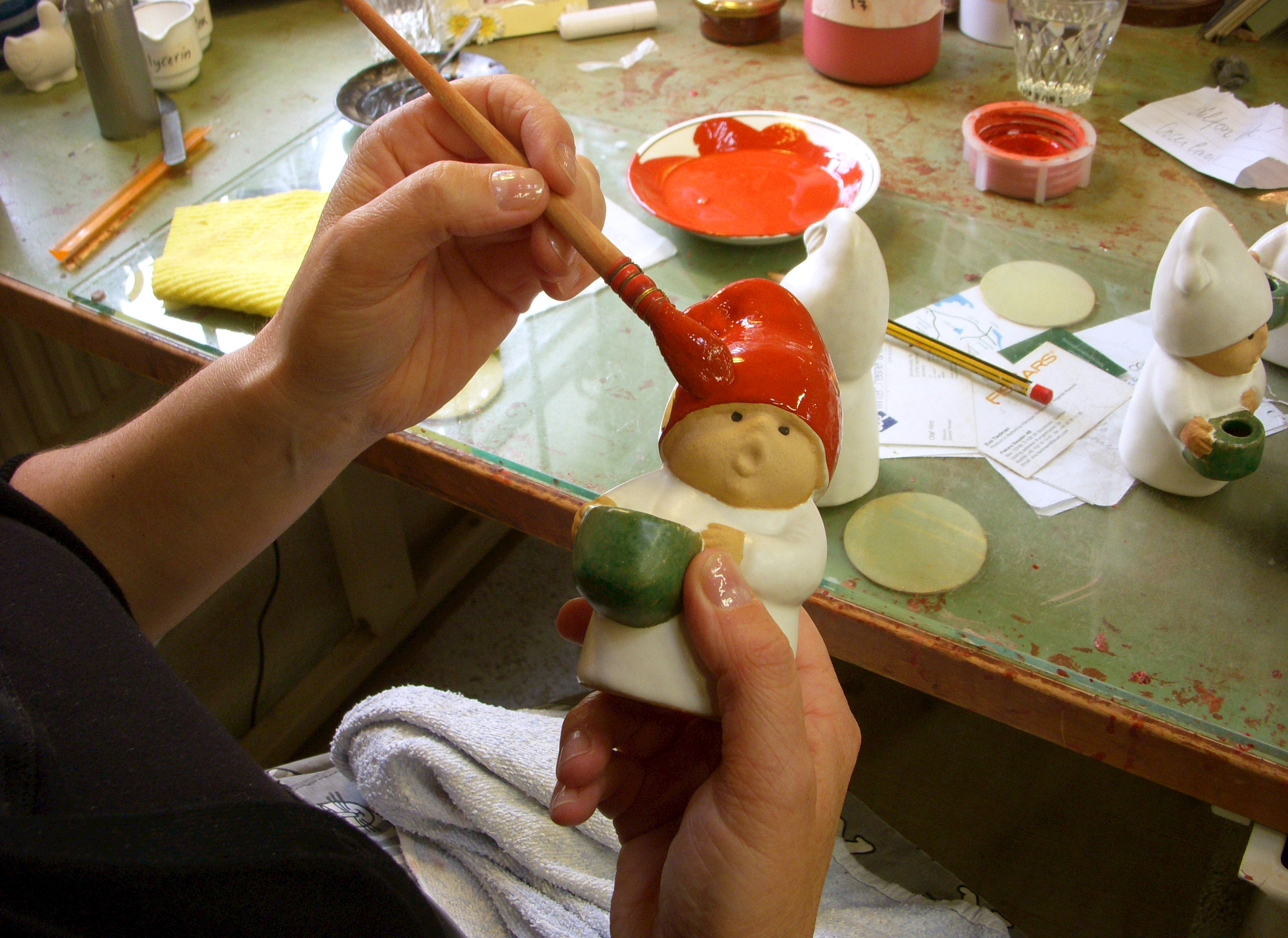
Målning
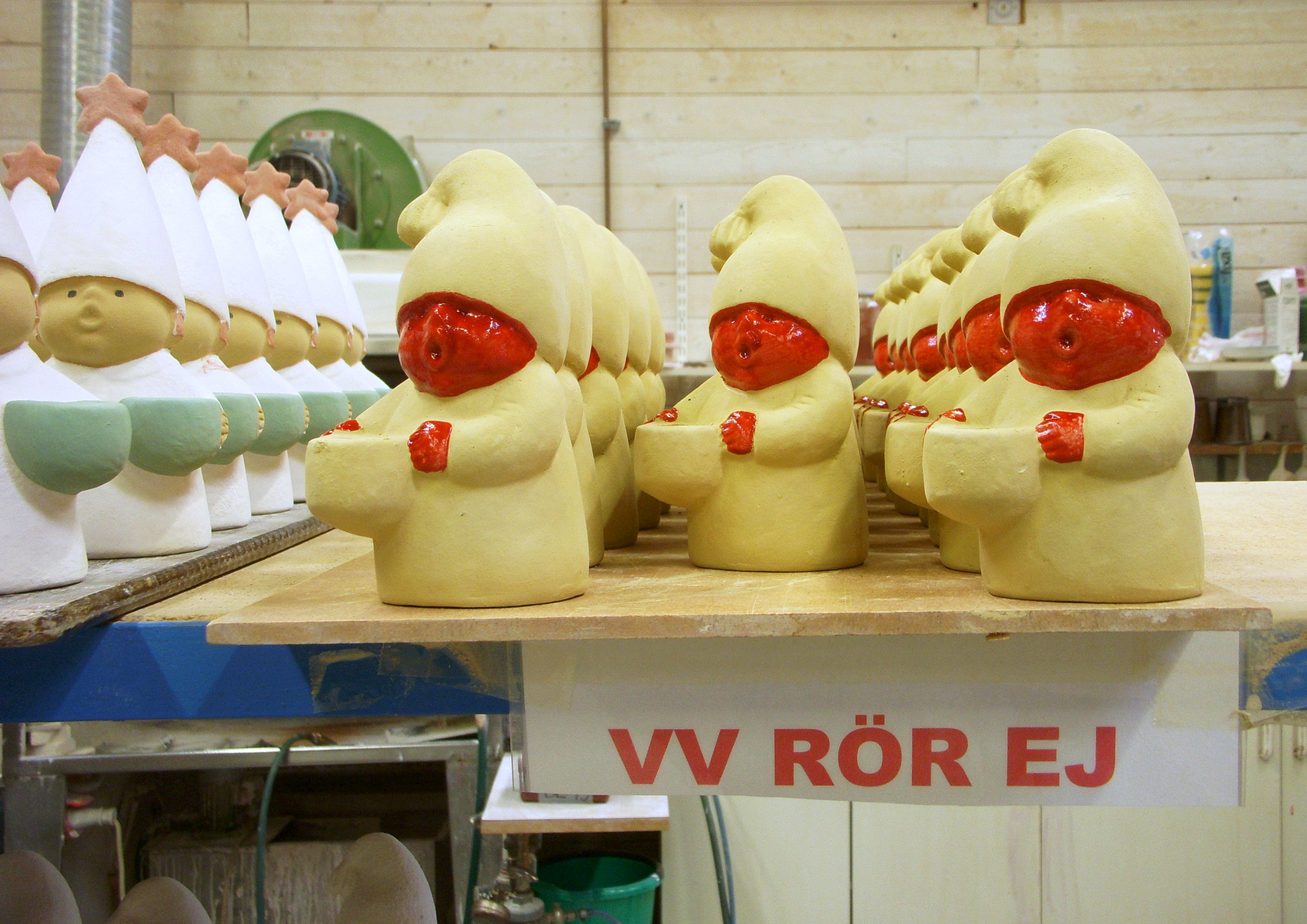
Torkning
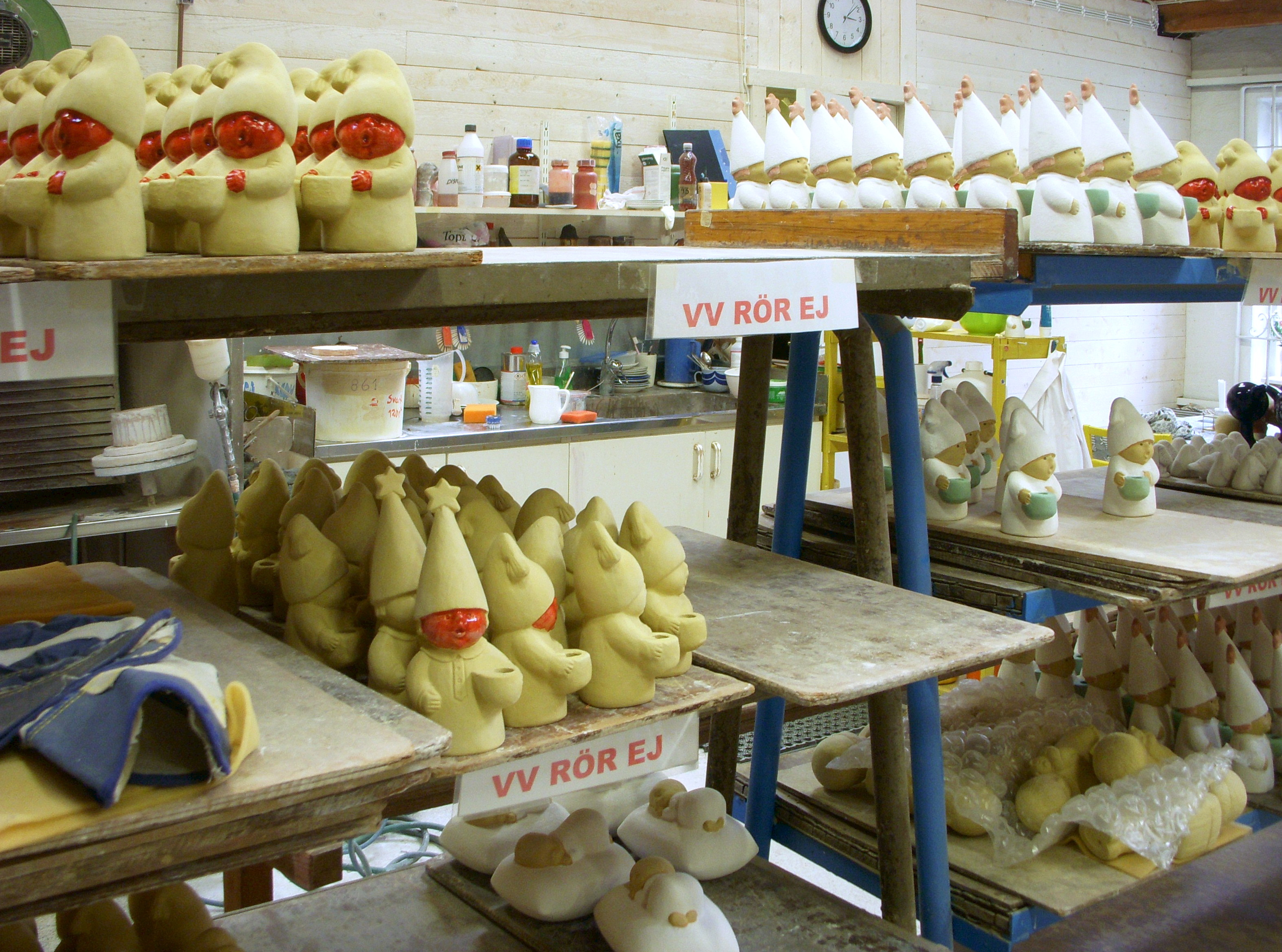
Torkning
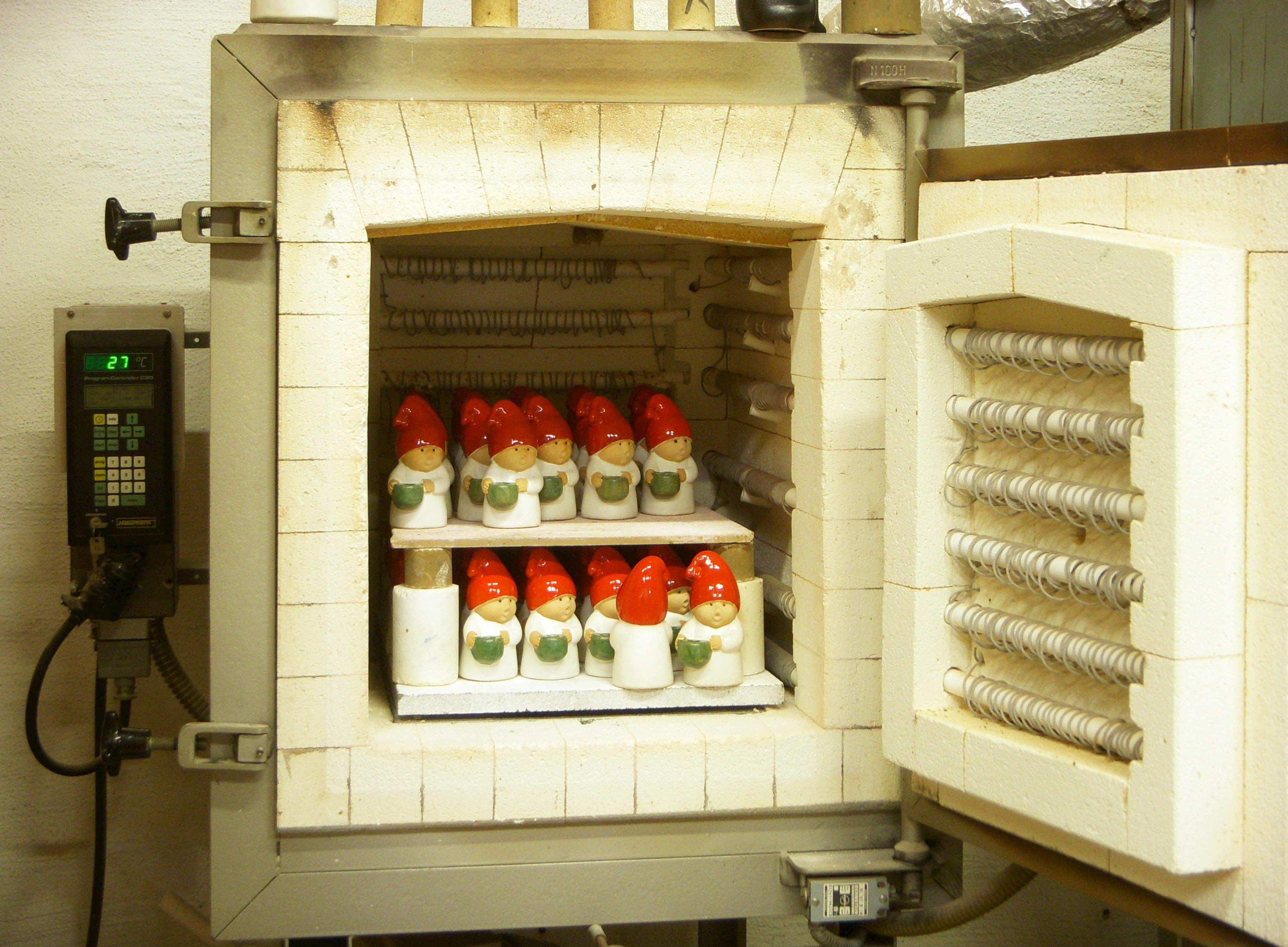
Bränning
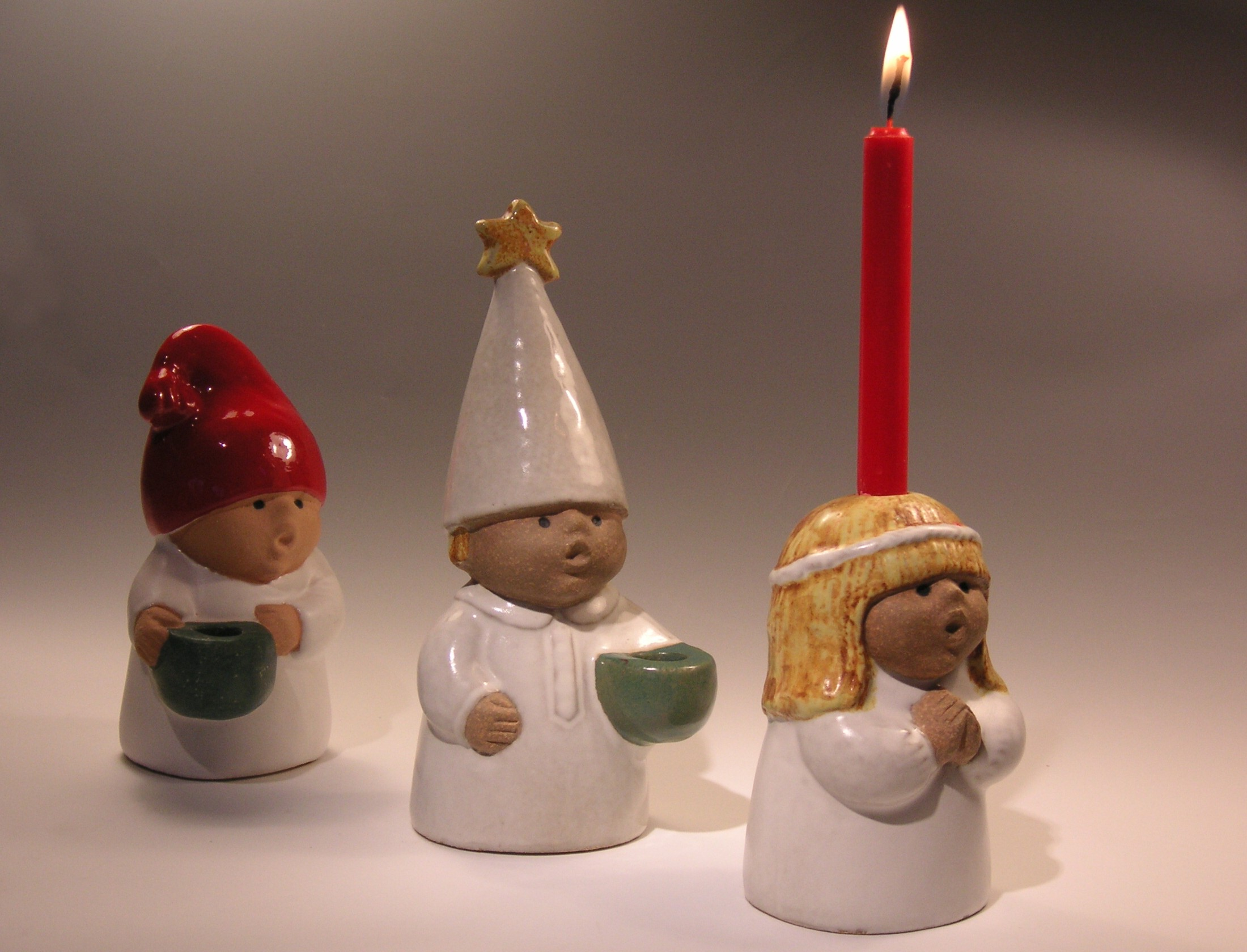
Adventsbarn